# Первое Мая (Алайский район)
Первое Мая (кирг. Биринчи Май) — село в Алайском районе Ошской области Кыргызстана. Входит в состав Корульского айылного аймака.

## География
Село расположено в южной части области, на правом берегу реки Куршаб, на расстоянии приблизительно 4 километров (по прямой) к северо-северо-западу от села Гульча, административного центра района. Абсолютная высота — 1495 метров над уровнем моря.

## Население
Согласно оценочным данным Национального статистического комитета Кыргызской Республики, численность населения села на начало 2023 года составляла 1704 человека.
| год     | 2009 | 2014 | 2015 | 2020 | 2021 | 2023 |
| ------- | ---- | ---- | ---- | ---- | ---- | ---- |
| человек | 1616 | 1667 | 1675 | 1815 | 1835 | 1704 |